# Distretto di Lębork
Il distretto di Lębork (in polacco powiat lęborski) è un distretto polacco appartenente al voivodato della Pomerania.

## Geografia antropica

### Suddivisioni amministrative
Il distretto comprende 5 comuni.
- Comuni urbani: Lębork, Łeba
- Comuni rurali: Cewice, Nowa Wieś Lęborska, Wicko